# Приключения братьев Супер Марио 3
«Приключения братьев Супер Марио 3» (англ. The Adventures of Super Mario Bros. 3) — мультсериал выпущенный на NBC в 1990 году. Это второй мультсериал, основанный на франшизе Super Mario Bros. компании Nintendo и частично на одноимённой видеоигре. Созданием анимации для проекта занималась корейская студия Sei Young Animation.

## Создание
В отличие от своего предшественника, в сериале отказались от вставок с живыми актёрами. Также в нём был задействован совершенно новый состав озвучки, за исключением Джона Стокера и Харви Аткина, которые вернулись к ролям Тоада и Короля Купы соответственно. Новый проект имел единый сюжет и продемонстрировал ряд новых персонажей, таких как Купалинги (основанных на одноимённых героях из третьей части, но с другими именами). Серии были разделены на два сезона примерно по 11 минут каждая. В заставке демонстрировалась игровая карта приключений из Super Mario Bros. 3, а также некоторые бонусы и других элементы из видеоигры.
Сюжет мультсериала посвящён приключениям Марио, Луиджи, Тоада и принцессы Пич, которые живут в Грибном мире. Большинство серий посвящено их противостоянию с королём Купой и его детьми, Купалингами, которые пытаются захватить Грибное королевство.
Как и в случае с Super Mario Bros. Super Show! за производство шоу отвечала компания DIC Animation City, а анимацией занималась южнокорейская студия Sei Young Animation Co., Ltd. Сопродюсером проекта выступили итальянцы Reteitalia S.P.A.
Поскольку мультсериал был основан на Super Mario Bros. 3, в нём фигурируют многие враги и бонусы из одноимённой видеоигры. В дополнение к заимствованию элементов игрового процесса, проект получил цельный сюжет. Действие многих эпизодов происходит на Земле (которую персонажи называют «Реальным миром») в таких городах, как Лондон, Париж, Венеция, Нью-Йорк, Майами, Лос-Анджелес и Вашингтон. Эпизод под названием «7 континентов для 7 купа» (англ. 7 Continents for 7 Koopas) посвящён вторжению купалингов на каждый из семи континентов Земли.
Первоначально мультсериал демонстрировался в часовом блоке Captain N and The Adventures of Super Mario Bros. 3 на NBS, вместе со вторым сезоном Captain N: The Game Master. В передаче показывали две серии Mario Bros. и одну — Captain N and The Adventures, между ними. В дальнейшем мультсериал демонстрировался на ТВ самостоятельно.

## Актёры озвучания
Сериал был запущен в производство до того как у Купалингов появились официальные имена (которые им дали в английской локализации видеоигры).
- Уокер Бун[англ.] — Марио
- Тони Розато[англ.] — Луиджи
- Трейси Мур[англ.] — принцесса Поганка
- Джон Стокер[англ.] — Тоад
- Харви Аткин[англ.] — король Купа
- Джеймс Рэнкин — Читси (Ларри) Купа
- Дэн Хеннесси[англ.] — Булли (Рой) Купа
- Табита Сен-Жермен (Паулина Гиллис[6]) — Крысотка (Венди О.) Купа[7]
- Гордон Мастен — Большой Рот (Мортон) Купа
- Майкл Старк[англ.] — Куки (Людвиг) фон Купа
- Стюарт Стоун[англ.] — Хип (Лемми) Купа[8]
- Тара Чарендофф — Хоп (Игги) Купа

## Издание на VHS и DVD
В 1994 году компания Buena Vista Home Video выпустила мультсериал на четырёх видеокассетах, каждая из которых содержала по две серии.
В 2003 году Sterling Entertainment выпустила мультсериал на VHS/DVD под заголовком King Koopa Katastrophe, в виде 6 серий. Версия на DVD также включала эпизод мультсериала Sonic Underground «Sonic Tonic» в качестве бонуса. DVD-версия «Приключений братьев Супер Марио 3» была переиздана в 2007 году компанией NCircle Entertainment, без бонусного контента.
После успеха DVD-релиза «Супершоу супербратьев Марио» компании, Shout! Factory и Vivendi Visual Entertainment выпустили бокс-сет The Adventures of Super Mario Bros. 3 состоящий из трех дисков. Релиз состоялся 26 июня 2007 года и содержал все двадцать шесть эпизодов сериала. 4 декабря того же года он был переиздан в комплекте с Adventures of Sonic the Hedgehog Volume 1. в качестве дополнения к Mario & Sonic at the Olympic Games. Позже NCircle Entertainment перевыпустила мультфильм на 4-х дисках, а также в виде коллекционного издания.
Оригинальная версия сериала включала кавер-версии песен в пяти эпизодах и две песни Milli Vanilli в одном. Из-за ограничений авторского права (или, в случае Milli Vanilli в, из-за их скандала с использованием фонограммы в 1989 году), в релизах на DVD (обе версии Shout! Factory и NCircle Entertainment) вместо лицензионных песен звучит «Mega Move» из Captain N: The Game Master. Однако в DVD-версии King Koopa Katastrophe от Sterling Entertainment / NCircle Entertainment в трёх из шести эпизодов фигурирует оригинальная музыка.
В Австралии мультсериал был выпущен на DVD компанией MRA Entertainment. В Великобритании, Германии и Нидерландах его издавала фирма Disky Communications на трёх DVD по шесть серий в каждом. Четырёхдисковая версия (с ещё шестью сериями) выходила только в Германии.
| Название                                                                   | Количество эпизодов | Дистрибьютор                                 | Дата выхода                  |
| -------------------------------------------------------------------------- | ------------------- | -------------------------------------------- | ---------------------------- |
| Super Mario Bros. 3: Mind your Mummy, Mommy Mario                          | 2                   | Buena Vista Home Video                       | 1994                         |
| Super Mario Bros. 3: Misadventures in Babysitting                          | 2                   | Buena Vista Home Video                       | 1994                         |
| Super Mario Bros. 3: Never Koop A Koopa                                    | 2                   | Buena Vista Home Video                       | 1994                         |
| Super Mario Bros. 3: The Ugly Mermaid                                      | 2                   | Buena Vista Home Video                       | 1994                         |
| Super Mario Bros.: King Koopa Katastrophe                                  | 6                   | Sterling Entertainment/NCircle Entertainment | 22 июля 2003/21 августа 2007 |
| Super Mario Bros. / Heathcliff                                             | 1                   | Sterling Entertainment                       | 2004                         |
| The Adventures of Super Mario Bros. 3: The Complete Series                 | 26                  | Shout! Factory                               | 26 июня 2007                 |
| The Adventures of Super Mario Bros. 3: The Trouble with Koopas             | 6                   | NCircle Entertainment                        | 6 января 2009                |
| The Adventures of Super Mario Bros. 3: What a Wonderful Warp               | 6                   | NCircle Entertainment                        | 3 марта 2009                 |
| The Adventures of Super Mario Bros. 3: Koopas Rock                         | 6                   | NCircle Entertainment                        | 2 июня 2010                  |
| The Adventures of Super Mario Bros. 3: Complete Series Collector's Edition | 26                  | NCircle Entertainment                        | 14 мая 2013                  |